# Ли, Николай (Герой Социалистического Труда)
Николай Ли, неофициальное отчество — Енович (1920 год, село Горный Хутор, Никольск-Уссурийский уезд, Приморская область, Дальневосточная республика — 1978 год) — колхозник, звеньевой колхоза «Полярная звезда» Средне-Чирчикского района Ташкентской области, Узбекская ССР. Герой Социалистического Труда (1949).

## Биография
Родился в 1920 году в крестьянской семье в селе Горный Хутор Никольск-Уссурийского уезда.
В 1936 году окончил семилетку. В 1937 году вместе с родителями депортирован на спецпоселение в Ташкентскую область Узбекской ССР. Проживал с колхозе имени Будённого Средне-Чирчикского района. С 1940 года — рядовой колхозник в колхозе «Новый путь» Средне-Чирчикского района и с 1945 года — рядовой колхозник, звеньевой, бригадир, заведующий рисоводческого участка колхоза «Полярная звезда» Средне-Чирчикского района.
В 1948 году звено Николая Ли получило в среднем с каждого гектара по 81,8 центнера риса на участке площадью 5,1 гектара. Указом Президиума Верховного Совета СССР от 18 мая 1949 года удостоен звания Героя Социалистического Труда с вручением ордена Ленина и золотой медали «Серп и Молот».
За выдающиеся трудовые достижения 1949 году награждён вторым Орденом Ленина. В 1958 году вступил в КПСС. Неоднократно участвовал во Всесоюзной выставке ВДНХ (1957, 1970, 1972, 1973).
Избирался депутатом и членом исполкома Орджоникидзевского районного Совета народных депутатов Ташкентской области.
Трудился в колхозе до своей кончины в 1978 году. Похоронен на кладбище бывшего колхоза имени Ким Пен Хва Уртачирчикского района.

## Награды
- Герой Социалистического Труда
- Орден Ленина — дважды (1949, 1950)
- Орден Трудового Красного Знамени (1958)
- Медаль «За трудовую доблесть» (1951)
- Медаль «За доблестный труд в Великой Отечественной войне 1941—1945 гг.»
- Медаль «В ознаменование 100-летия со дня рождения Владимира Ильича Ленина»
- Серебряная медаль ВДНХ
- Победитель социалистического соревнования (1975)